# Inchoatio

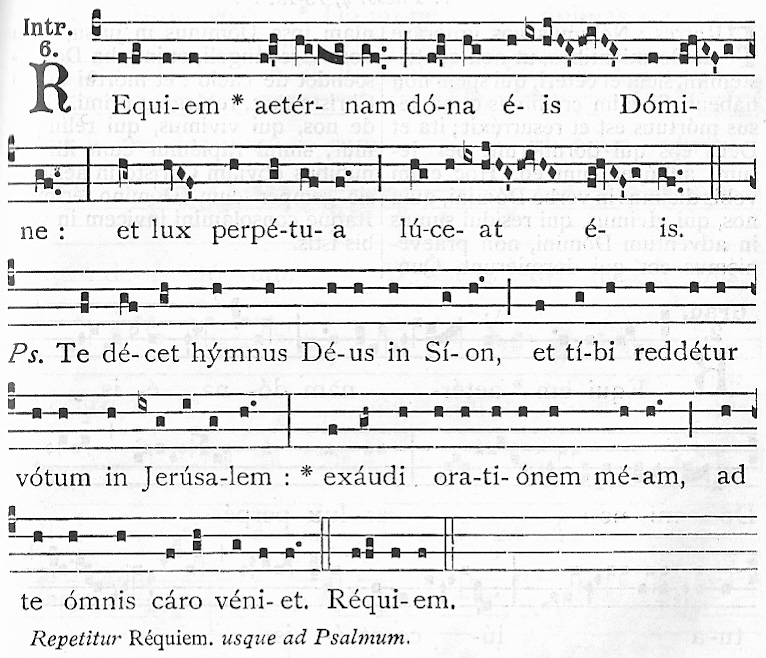
Introitus des Requiems: Inchoatio zu Beginn des Psalmverses, über den Silben Te decet

Die Inchoatio (von lateinisch inchoare ‚beginnen‘), auch Initium, ist ein Detail des psalmodierenden Singens beim gregorianischen Choral. Mit der Inchoatio beginnt nach der Antiphon der erste Vers des Psalms.
In der Gregorianik wird darunter eine Melodiefigur verstanden, die am Anfang eines Psalmverses den Endton der Antiphon mit dem Rezitationston in der jeweiligen Kirchentonart verbindet. Die Inchoatio besteht aus zwei oder drei Noten oder Neumen über einer entsprechenden Zahl von Silben und wird nur zu Beginn des ersten Psalmverses nach der Antiphon gesungen. Die folgenden Psalmverse beginnen ohne Inchoatio mit dem Rezitationston.
Bei einigen Cantica im Stundengebet (Benedictus, Magnificat und Nunc dimittis) beginnt man jeden Psalmvers mit der Inchoatio.